# Ляскі (гміна Бабімост)
Ляскі (пол. Laski, нім. Bergvorwerk) — село в Польщі, у гміні Бабімост Зеленогурського повіту Любуського воєводства.
Населення — 85 осіб (2011).
У 1975-1998 роках село належало до Зеленогурського воєводства.

## Демографія
Демографічна структура станом на 31 березня 2011 року:
|          | Загалом | Допрацездатний вік | Працездатний вік | Постпрацездатний вік |
| -------- | ------- | ------------------ | ---------------- | -------------------- |
| Чоловіки | 45      | 11                 | 26               | 8                    |
| Жінки    | 40      | 8                  | 21               | 11                   |
| Разом    | 85      | 19                 | 47               | 19                   |